# Hot Wheels
Hot Wheels é uma marca de miniaturas de carros de brinquedo americana da categoria die-cast, que engloba modelos feitos com metal injetado. Introduzida pela fabricante de brinquedos Mattel em 1968, a Hot Wheels é hoje a maior marca de miniaturas de carros de brinquedo, tendo tido a marca Matchbox como grande concorrente até 1997, quando a Mattel adquiriu os seus direitos ao comprar a Tyco Toys.
Diversas fabricantes de automóveis licenciaram modelos da Hot Wheels para criar versões em grande escala das miniaturas, utilizando muitas vezes de projetos originais de design e detalhamento. Embora a Hot Wheels tenha sido originalmente destinada ao público infantil e adolescente, as miniaturas se tornaram populares entre colecionadores adultos, para os quais agora são disponibilizados modelos de edição limitada.
Atualmente, os carrinhos são fabricados na Malásia, China, Tailândia e Indonésia.  

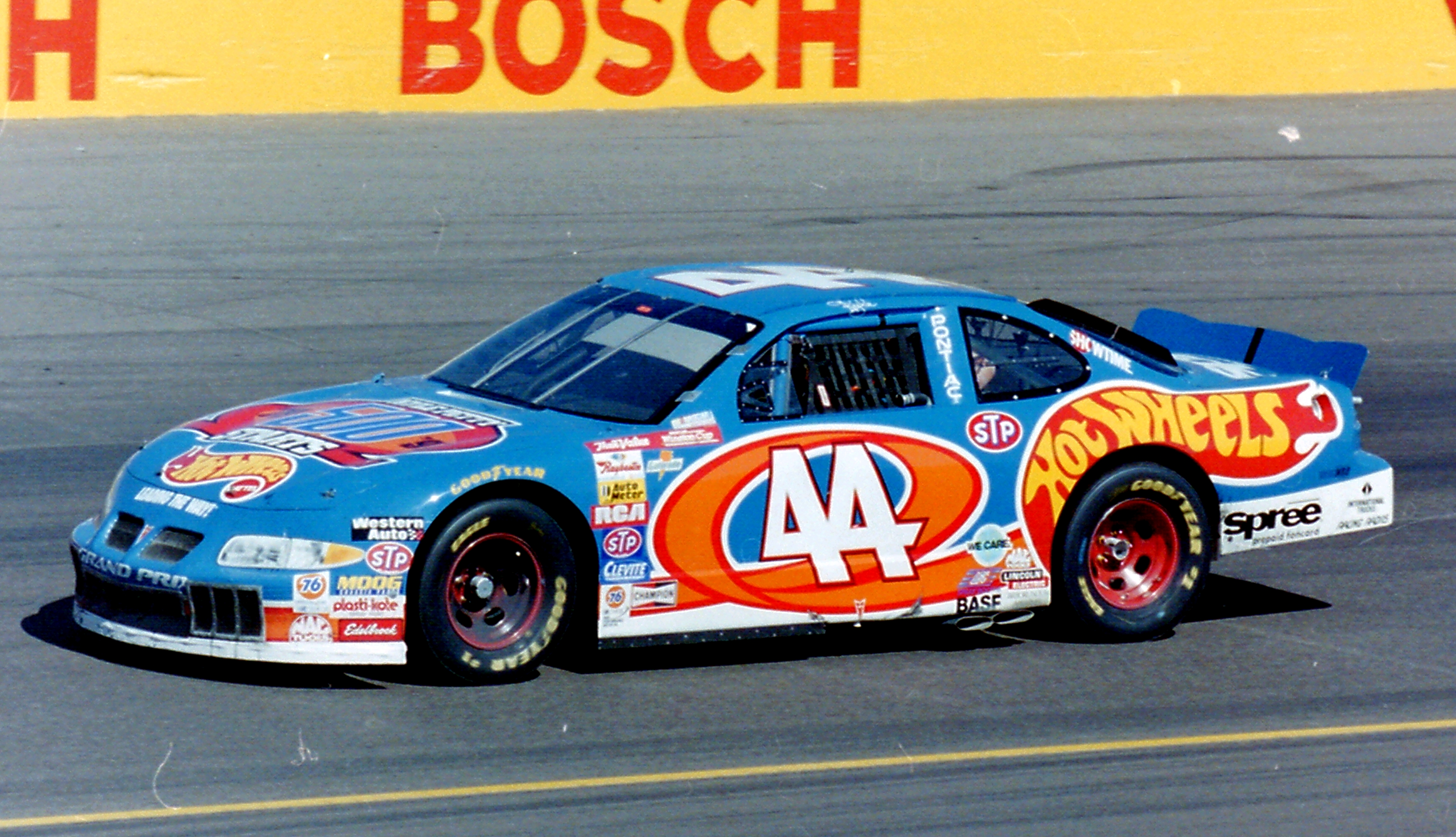
Carro da NASCAR com patrocínio da Hot Wheels.

## História

### 1968
Elliot Handler, co-fundador da Mattel, observando seu filho Kenneth brincando com miniaturas da Matchbox decidiu criar uma linha de carrinhos para concorrer com a Matchbox, dando origem a Hot Wheels. Ele sugeriu a ideia da marca para sua esposa Ruth Handler, mas ela não se entusiasmou com a ideia, assim como os diretores da Mattel. As miniaturas da Hot Wheels foram originalmente concebidas por Handler para serem mais parecidas com os hot rods (ou seja, carros personalizados/modificados ou mesmo caricaturados ou fantasiados, muitas vezes com pneus traseiros grandes, supercarregadores, pintura de chamas, proporções estranhas, sopradores de capô, etc.), em comparação com carros da Matchbox que eram geralmente modelos de carros de produção. Ele começou a produzir os carros com a ajuda do colega engenheiro Jack Ryan.

### Os 'Sweet 16'
Foram dezesseis modelos da Hot Wheels lançados em 18 de maio de 1968, dos quais, onze deles foram projetados pelo designer Harry Bentley Bradley com a ajuda de Handler e Ryan. O primeiro modelo produzido foi um "Custom Camaro" azul escuro. Bradley, que era da indústria automobilística e já havia projetado o design do corpo para o (em tamanho real) carro conceito Dodge Deora e o Custom Fleetside, (baseado em seu próprio Chevrolet C-10 Fleetside personalizado 1968).
A primeira linha da Hot Wheels Cars, conhecida como The Original Sweet 16, ou Sweet 16, como foi conhecida pelos colecionadores, foi fabricada em 1968. Estes foram os primeiros da série Red Lines, nomeado para os pneus que tinham uma faixa vermelha em seus lados. Foram lançados os seguintes modelos: 
- Beatnik Bandit
- Custom El Dorado
- Custom Camaro
- Custom Corvette
- Custom Fleetside
- Deora
- Custom Mustang
- Custom T-Bird
- Hot Heap
- Ford J-Car
- Custom Cougar
- Custom Firebird
- Custom Barracuda
- Python
- Silhouette
- Custom Volkswagen

Junto com as miniaturas, foram criadas pistas e conjuntos para as miniaturas serem colocadas.

### 1969
A Hot Wheels obteve um grande sucesso, abalando e influenciando toda a indústria de pequenos modelos de carros fundidos de 1968 em diante, forçando a Matchbox e outras marcas concorrentes em outros lugares a repensar completamente seus conceitos e a lutar para tentar recuperar o terreno perdido. Harry Bentley Bradley não achava que seria o caso e saiu da Mattel para voltar à trabalhar na indústria automobilística. Quando a empresa o convidou de volta, ele recomendou um bom amigo, Ira Gilford, que tinha acabado de deixar a Chrysler, rapidamente aceitou o trabalho de projetar os próximos modelos da Hot Wheels, sendo alguns os melhores como o Twin Mill e o Splittin 'Image.
O sucesso da linha de 1968 foi solidificado e consolidado com os lançamentos de 1969, com os quais a Hot Wheels efetivamente se estabeleceu como a maior marca de modelos de miniaturas de carros de brinquedo nos EUA. Splittin 'Image, Torero, Turbofire e Twin Mill faziam parte da série "Show & Go" e são os primeiros modelos originais da Hot Wheels.
Os protótipos iniciais do Beach Bomb eram fiéis à forma do Volkswagen Bus Type 2 (Volkswagem Kombi no Brasil), com duas pranchas de surfe saindo da janela traseira, em uma homenagem à associação percebida do VW com a comunidade do surfe e a gíria para um pessoa que passa muito tempo surfando. Durante a incipiente era Hot Wheels, a Mattel queria ter certeza de que cada um dos carros poderia ser usado com qualquer um dos conjuntos de peças e pistas de acrobacias. Infelizmente, os testes mostraram que esta versão inicial (agora conhecida entre os colecionadores como Rear-Loader Beach Bomb ou RLBB, era muito estreito para rolar efetivamente nas pistas da Hot Wheels ou ser alimentado pelo Super Charger, e era muito pesado para contornar as curvas de alta velocidade. 
Os designers da Hot Wheels, Howard Rees e Larry Wood, modificaram a sua fundição, estendendo os para-lamas laterais para acomodar a largura da pista, além de fornecer um novo local no veículo para armazenar cada uma das pranchas de surf de plástico. O telhado também foi cortado e substituído por um teto solar, para abaixar o centro de gravidade. Apelidado de Side-loader por colecionadores, esta foi a versão de produção da Beach Bomb.
O Rear-Loader Beach Bomb é amplamente considerada como o "Santo Graal", ou o ápice final, de uma coleção especial de Hot Wheels. Um número desconhecido destas miniaturas foram feitas como protótipos e que foram dados aos funcionários. Um Beach Bomb de produção regular pode valer até 600 dólares, dependendo das suas condições de preservação. Os preços de mercado dos RLBBs, entretanto, alcançaram facilmente o patamar de cinco dígitos, variando de 70.000 a 150.000 dólares. O Petersen Automotive Museum em Los Angeles tem um RLBB rosa em sua exibição dedicada a Hot Wheels, sendo exibido sozinho em uma plataforma giratória sob um vidro. O Hot Wheels Collectors Club lançou uma versão nova e atualizada da Rear-Loader Beach Bomb em 2002 como edição limitada.

### Década de 1970
Em 1970, a Mattel criou um slogan publicitário para a Hot Wheels: "Go With the Winner". Neste mesmo ano, foram lançados 43 novos modelos de miniaturas e foi o ano em que novos designers e colaboradores apareceram para trabalhar na marca. Howard Rees, que trabalhava com Ira Gilford, estava cansado de projetar carros. Ele queria trabalhar na formação de brinquedos do Major Matt Mason. Rees, tinha um grande amigo chamado Larry Wood, eles trabalharam juntos na Ford projetando carros. Quando Wood soube sobre a Hot Wheels em uma festa que Rees estava realizando, Rees ofereceu a Wood o trabalho de projetar modelos da Hot Wheels. Wood concordou, e no final da semana ele já estava trabalhando na Mattel. Seu primeiro projeto seria o "Tri-Baby". Paul Tam, juntou-se a Wood e Gilford, fazendo seu primeiro projeto para Hot Wheels, o "Whip Creamer". Tam continuou trabalhando na Mattel até 1973. Entre os muitos designs fantásticos que Tam pensou para a marca, alguns dos favoritos do colecionador, incluem o "Evil Weevil" (um Volkswagen Beetle com dois motores), "Open Fire" (um AMC Gremlin com seis rodas), "Six Shooter" (outro carro de seis rodas) e o raro "Double Header" (co-projetado com Larry Wood).
Ainda em 1970, foi introduzida uma "rivalidade" entre dois drag racers profissionais que se autodenominam "A Cobra" e "o Mangusto" para fins publicitários. Este foi notavelmente o primeiro grande patrocinador corporativo não automotivo da Drag Racing, e o início da crescente popularidade da NHRA com equipes e campeonatos de grande orçamento. 1970 também introduziu a primeira "Silver Series", que continha três modelos pintados de prata: o "Boss Hoss", o "Heavy Chevy", e o "King Kuda", que só foram obtidos através de uma oferta pelo correio que incluía uma adesão ao Hot Wheels Club. Estes três carros apresentavam motores "sobrecarregados" (com grandes sopradores Roots) sem capô, e cabeçalhos de escape abertos, após o estilo de carros de corrida de arrasto da época. Populares entre as crianças, esses "Silver Cars" foram considerados mais rápidos do que o resto da linha Hot Wheels, porque eram supostamente mais pesados que os outros modelos nas pistas, mas a precisão desta afirmação nunca foi testada em condições científicas.
Entre os anos de 1972 e 1973 apenas sete novos modelos foram feitos. Dos 24 modelos que apareceram para 1973, apenas três eram novos. Além disso, a pintura dos carrinhos foi substituída, antes feitas com spectraflame para cores de esmalte sólidas, cuja cor é usada até hoje nos carrinhos da linha básica da Hot Wheels. Devido às baixas vendas, e ao fato de que a maioria dos castings não foram reutilizado nos últimos anos, os modelos deste dois anos são conhecidos por serem muito colecionáveis.
Em 1974, a Hot Wheels introduziu sua linha "Flying Colors", e adicionou decalques chamativos e desenhos de tinta "tampo-impresso" que ajudaram a revitalizar as vendas. Assim como nas rodas de menor atrito em 1968, essa inovação foi revolucionária na indústria e embora muito menos eficaz em termos de impacto nas vendas do que em 1968, foi copiada pela concorrência, que não queria ser superada novamente pelos estrategistas de produtos da Mattel.
Em 1977, a "Red Line" foi eliminada de forma gradual, com as linhas vermelhas não sendo mais impressas nas rodas. Era um corte de custos, embora fosse um reflexo de que os "pneus da linha vermelha" populares em pneus automotivos de alta velocidade durante a era dos muscle cars e pneus Polyglas não eram mais populares. Durante esse período, houve uma tendência longe de hot rods selvagens e carros fantásticos, e uma mudança para carros e caminhões mais realistas, como eram os da concorrente, a Matchbox.

### Década de 1980
Em 1981, foram introduzidas as rodas "Hot Ones", que tinham cubos pintados a ouro e eixos mais finos visando uma maior velocidade, juntamente com a conformidade adicional de suspensão que faltava à produção mais antiga Hot Wheels. Os "Ultra Hot Wheels" foram introduzidos em 1984, e eram semelhantes as rodas de liga fundida encontradas em um Renault Fuego da década de 1980 ou um Mazda 626, com três linhas escuras paralelas a cortando diagonalmente através da face cromada plana da roda, todas as três quebradas no centro para formar seis linhas mais curtas individuais. Estes novos "Ultra Hots" contribuíram para dar mais melhorias de velocidade dos carrinhos. A Hot Wheels começou a oferecer modelos baseados em carros esportivos e econômicos da década de 1980, como o Pontiac Fiero ou Dodge Omni 024, além de suas típicas ofertas de estilo "hot rods" e muscle cars. Em 1983, um novo estilo de roda chamado Real Riders foi introduzido, que apresentava pneus de borracha reais. Apesar da popularidade, a linha Real Riders teve uma cura duração, devido aos seus altos custos de produção. No final da década de 1980, foi introduzido o chamado esquema de cores do pacote de bolhas blue card, que se tornaria a base das cores Hot Wheels ainda usadas hoje (pacotes de bolhas originais eram vermelho e amarelo).
Duas outras inovações foram introduzidas brevemente nos carros da Hot Wheels na década de 1980: pintura thermal color change e veículos rotativos de crash panel ("Crack-Ups"). O primeiro, tinha miniaturas que eram capazes de mudar de cor na exposição à água quente ou fria, e houve um lançamento inicial de 20 modelos diferentes, disponíveis como conjuntos de três veículos. O segundo, consistia em veículos com um painel que, em contato, giraria para revelar um lado inverso que parecia estar fortemente amassado. As variações nos painéis de colisão incluíram painéis dianteiros, traseiros e laterais, o último cujo mecanismo provou ser o mais durável.
Nesta mesma década, a Hot Wheels tinha entrado em uma controvérsia com a Chevrolet Motors, marca da General Motors. Em 1982, o Chevrolet Corvette tinha terminado com o modelo curvilíneo "Mako Shark", cujo estilo estava em produção há quase 15 anos, e a GM anunciou que o design do Corvette seria redesenhado. Em 1983, a Chevrolet começou a produzir o novo C4 Corvette, mas teve problemas na linha de montagem que atrasaram a produção por 6 meses, fazendo com que o Departamento de Marketing da GM rotularia todos os modelos de 1983 como modelos de 1984, uma vez que eles conseguiram aperfeiçoar a produção, então pareceria ao público que o novo C4 Corvette tinha saído mais cedo. Mas, a Hot Wheels já tinha visto como o novo modelo de Corvette iria ser antes da revelação oficial da GM, e eles projetaram e criaram uma versão die-cast do Corvette de 1984. Irritada, a GM quase rompeu seu licenciamento com a Mattel, mas essa controvérsia ajudou os entusiastas de Corvette a ver como seria o novo Corvette. A produção de Corvette de 1984 durou 1,5 anos de modelo cobrindo metade do ano modelo restante de 1983 e terminando a tempo para o ano modelo 1985.
Em conjunto com a Epyx Software, a Mattel lançou uma edição de jogos de computador da Hot Wheels para várias plataformas de 8 bits em 1985, como parte da série Computer Activity Toys. 

### Década de 1990
Em 1995, houve uma grande mudança para a linha básica da Hot Wheels, onde os carros foram subdivididos em séries. Uma delas foi a "Model Series" de 1995, que incluiu todos os novos modelos daquele ano e houve também a criação dos modelos "Treasure Hunts". Em 1996, a "Model Series" foi renomeada para "First Editions". O resto da linha básica tinha quatro modelos com esquemas de pintura que seguiram um tema. Por exemplo, todos os carros "pearl driver" tinham tinta perolizante. As vendas para os modelos desta série subiram com a introdução do programa "Carro Bônus", fazendo com que as lojas tivessem escassez destes modelos. Comprando os quatro conjuntos de carros e enviando as embalagens de volta via correio mais uma taxa de manuseio, dava a oportunidade de recolher os carros bônus, tendo 1 modelo de cada lançado para cada trimestre do ano a partir de 1996 até pelo menos os anos 2000. Vários novos designs de rodas também foram introduzidos na década de 1990.
Em 1997, a Mattel comprou a Tyco Toys. Junto com a compra, a empresa adquiriu a antiga concorrente, a Matchbox, desta forma, colocando as duas maiores marcas de miniaturas die-cast com a mesma empresa.
Em 1998, a Mattel celebrou o 30º aniversário da marca Hot Wheels, replicando vários carros e embalagens individuais de seus 30 anos de história e embalando esses veículos replicados em caixas especiais de 30º Aniversário. Em 1999, a Hot Wheels Interactive foi lançado.

### Anos 2000
Na Hot Wheels, houve a chegada de uma nova geração de designers. Eric Tscherne e Fraser Campbell, juntamente com o filho do ex-designer Paul Tam, Alec Tam, se juntaram à equipe de design. Muitos ainda trabalham para a Mattel hoje. O "Seared Tuner" (anteriormente Sho-Stopper) ficou estampado na embalagem principal da marca entre os anos 2000 a 2003. O Deora II, um dos dois únicos carros conceito Hot Wheels já fabricados em carros funcionais em tamanho real, também foi lançado neste ano.
Em 2001, a Hot Wheels lançou 240 lançamentos principais, compostos por 12 "Treasure Hunts", 36 "First Editions",12 Segment Series com quatro carros cada, e 144 carros abertos. Os modelos populares que estrearam incluem o "Hyper Mite" e o "Fright Bike".
Em 2002, a linha básica foi composta por 12 "Treasure Hunts", 42 "First Editions",15 "Segment Series" com 4 carros cada, e 126 stock cars abertos. Os novos modelos populares incluíam o Cougar 68 e o Nissan Skyline GT-R. Alguns carros da "First Editions" incluíam o "Backdraft", "Overbored 454", "Vairy 8" e "Super Tsunami".
Em 2003, a Hot Wheels comemorou seu 35º aniversário com um filme de animação digital chamado Hot Wheels Highway 35 World Race. Este filme está ligado à linha de carros Highway 35 que apresentava 35 carros clássicos da Hot Wheels com gráficos especiais e rodas co-moldadas. 
Em 2004, a Hot Wheels apresentou sua linha "Hot 100" de 100 novos modelos. Estes incluíam linhas de curta duração de veículos cartunescos como "Tooned" (veículos baseados na maior linha Hot Tunerz de Hot Wheels criada por Eric Tscherne), "Blings" (carroceria em forma de caixa e rodas grandes), "Hardnoze" (frentes ampliadas), "Crooze" (carroceria estendida) e "Fatbax" (rodas traseiras super largas e carroceria curta). Os modelos "Fatbax" incluíam veículos como o Toyota Supra e o Corvette C6. Esses veículos não venderam tão bem quanto a Mattel esperava, e muitos ainda podiam ser encontrados nas lojas bom um longo período. A Mattel também lançou carros da "First Editions" de 2004 com corpos Zamac não pagos, sendo estes, vendidos somente nas lojas Toys 'R' Us e foram feitos com uma edição limitada.
Em 2005, a Hot Wheels continuou com novas fundições "extremas" para o 2º ano, estreando a linha "Torpedoes" (carroceria fina e rodas de popa) e "Drop Tops" (cobertura achatada e arcos de roda que se estendem acima do teto do carro), além de 20 modelos "Realistix". O resto da linha incluiu o padrão 12 "Treasure Hunts",10 "Track Aces", 50 "Segment Series" e 50 "Open Stock Models". Quatro modelos do Volkswagen "Mystery Cars" foram oferecidos como uma promoção especial de mail-in. Cada "Mystery Cars" veio com um voucher especial. Após a coleta de todos os 4 vouchers, um foi capaz de enviar para uma 13ª Treasure Hunt especial, um VW Drag Bus.
A Hot Wheels também revelou sua nova linha de carros "Mais Rápido do que Nunca", que tinha eixos especiais banhados a níquel, juntamente com rodas de open-hole 5 spoke cor de bronze. Esses ajustes supostamente reduziriam drasticamente o atrito, resultando em carros que são chamados de séries "Mais Rápido que Nunca". A primeira corrida desses carros estava disponível apenas por tempo limitado, a partir do início de outubro, até o final de novembro de 2005.
Além disso, foi criada uma continuação do filme Highway 35 chamado Hot Wheels AcceleRacers, que se passa dois anos após os eventos da Highway 35. É destaque em quatro filmes e muitos segmentos curtos. Todos os curtas e pré-estreias dos filmes foram colocados em um site temporário que foi excluído logo após o último filme.
Em 2007, a Hot Wheels lançou 36 novas miniaturas na série "New Models" (anteriormente First Editions), 12 "Treasure Hunts" (com uma versão regular difícil de encontrar e ainda mais rara versão "Super Treasure Hunt" de cada um com pneus Real Rider de borracha e tinta Spectraflame), 12 "Equipes" de 4 carros cada (anteriormente Segment Series), 24 "Code Cars" (códigos impressos dentro de embalagens que podem ser usados para desbloquear conteúdo web), 12 "Track Stars" (anteriormente Track Aces), 24 "Mystery Cars" (embalados em um cartão com uma bolha opaca, assim o comprador não pode ver qual carro está dentro sem abri-lo), e 24 "All Stars" (anteriormente Open Stock). A Hot Wheels lançou uma série chamada "Modifighters", que são semelhantes aos Transformers, exceto pelo fato de que eles eram originalmente carros e foram modificados em robôs. Os nomes dos Modifighters são: Streetwyse, Skullface, Live Wire, Bedlam, Nightlife, Mr. Big e Quick-Tyme.
Em 2008, todas as séries e veículos eram relativamente semelhantes aos carros de 2007. Aproximadamente, 180 a 200 novos veículos foram lançados.
Em 2009, a Mattel lançou 42 "New Models", 12 "Treasure Hunts",12 "Track Stars", 24 "Mystery Cars", 10 "Segment Series" de 10 carros, e introduziu os pilotos da Indy Car Series. No mesmo ano, a Hot Wheels lançou sua primeira série de televisão episódica 3D CGI chamada Hot Wheels Battle Force 5. A versão norte-americana da série estreou no Cartoon Network em 29 de agosto de 2009.

### 2010-2020
Em 2010, a Hot Wheels começa a lançar miniaturas temáticas de filmes e séries na linha básica, sendo o primeiro modelo o Ecto-1, do filme Ghostbusters. 
Em 2011, houve o lançamento de 244 carros começando com a "New Car Series" de 2011, que incluia o Lamborghini Gallardo LP570-4 Superleggera, Custom 2011 Camaro, e o DeLorean Time Machine da série de filmes De Volta para o Futuro. Isso foi seguido pela série "Treasure Hunts" de 15 carros com Chevy 1957 e Chevy Impala 1958, 15 "Track Stars", incluindo a série Formula Street de 2010, a série 10x10, a série "Thrill Racers", e 22 "HW Video Game Heroes" que foram embalados com códigos para um jogo de computador na internet. A nova série "Team Hot Wheels" aparece no final de 2011.
Em 2012, houve o lançamento de 247 modelos, começando com a "New Car Series" de 2012, que inclui o Lamborghini Aventador, Ford Mustang Boss 302 Laguna Seca, o K.I.T.T. da série Knight Rider, a Scooby Doo Mystery Machine, além das duas miniaturas do videogame Angry Birds composto pelo Red Bird e o Minion Pig verde.
Em 2013, foram lançados 250 modelos, incluindo as sérias Stunt, Racing, Imagination, Citye Showroom. Houve também uma mudança no visual dos cartões de embalagem que inclui um quarteto de motociclistas de capacete atrás do logotipo da chama e os cartões da série Treasure Hunt não mais marcados com um baú de tesouros. Alguns desses carros incluem: Rodzilla, Fangula, Twin Mill III (3), Bone Shaker e Baja Bone Shaker. No mesmo ano, a General Motors também lançou um Chevrolet Camaro Hot Wheels Edição Especial, que era um conversível azul que oferecia várias decorações temáticas da Hot Wheels em todo o carro.
Em 2014, foram lançados 250 modelos com segmentos semelhantes em 2013. Vários playsets e outras produtos também foram lançados. 2014 foi o ano em que houve o fim do contrato de licença entre a Mattel e a Ferrari, significando que o lançamento da Ferrari 5 Pack em 2014 seria o último para a Mattel, e o Ferrari 599XX preto de 2015 foi o último modelo da Ferrari a aparecer, tanto o modelo simples quanto sua a variante "Super Treasure Hunt".
Em 2016, a coleção foi semelhante a de 2015 e de 2014 em termos de segmentos, e o design do cartão foi revisto. Alguns nomes dos carros foram lançados como "TBD" (A Ser Determinado em inglês) ou 2016 (Em breve). Divididos em mini coleções com seus segmentos correspondentes e seus ícones impressos no cartão. Alguns deles incluem: "HW Showroom", BMW (em comemoração ao 100º aniversário da BMW), "HW Screen Time" (carros de personagens vistos na televisão, videogames e filmes) e "HW Snow Stormers". Os novos modelos incluem: Cruise Bruiser, Side Rippere Grass Chomper, '16 Acura NSX, enquanto outros modelos vêem pela primeira vez seu lançamento na série principal, como o Hudson Hornet '52.
Em 2017, houve uma grande mudança na numeração das miniaturas. Desde aquele momento, as recolorações são nomeadas com um número diferente do original, fazendo com que o limite de número de carros se expandisse para 365. A ideia de numerar um elenco com um número correspondente à sua própria série também foi abortada. Houve também algumas novas séries principais introduzidas, como "Experimotors" (carros com peças móveis, ou um propósito secundário), "Holiday Racers" (carros que têm um tema baseado em férias), "Factory Fresh" (uma série que inclui novos modelos, às vezes mais antigos com pintura de tecido) e "Camaro 50" (série dedicada ao Chevrolet Camaro, e seu 50º aniversário).
Em 2018, o Hot Wheels comemorou seu 50º aniversário. O estilo das cartelas foi mudado novamente, representando uma cidade no fundo do carro, emulando assim um tema "Hot Wheels City". Naquele ano, cada cartela tinha um logotipo do 50º Aniversário. 
Ainda em comemoração aos 50 anos da marca, foi lançado um novo evento chamado Hot Wheels Legends Tour (que teve novas edições nos anos seguintes devido ao seu sucesso). São 18 eventos da Legends Tour que são realizados em vários locais do Walmart em todo os Estados Unidos. Mais de 111.000 pessoas comparecem e cerca de 5.000 carros são inscritos nesses eventos. Em cada evento, um carro é escolhido para ser recriado como um potencial novo modelo da Hot Wheels. Depois de todos os eventos para esse ano terminarem, um finalista é então escolhido para ser o vencedor, e seu carro então é recriado como uma nova miniatura da Hot Wheels no próximo ano.
A Hot Wheels também lançou várias linhas focadas em colecionadores para esse ano, incluindo "Favorites", que era uma série composta por 11 veículos altamente detalhados (que eram baseados em carros reais), todos com corpos de metal e pneus de borracha. Para este ano, a Hot Wheels também lançou uma vitrine, que poderia conter até 48 carros, e poderia ficar em pé por conta própria (via "pés") ou ser montado em uma parede. Cada vitrine veio com um carro exclusivo.
No mesmo ano, a Hot Wheels apresentou um novo lema nas embalagens: "it's not the same without the flame" que foi adicionado no canto inferior esquerdo das miniaturas na embalagem. 
Em 2019, a Hot Wheels lançou a série especial "Hot Wheels ID", com miniaturas com pintura Spectraflame e rodas especiais e microchips na base das miniaturas que usam tecnologia NFC e traz conexão com celulares, graças à tecnologia de proximidade, funcionando de forma semelhante aos Amiibos da Nintendo. Através do chip, o usuário pode visualizar as informações com um acessório chamado "Race Portal", que pode ser conectado a um smartphone por meio do jogo, além de registrar informações como velocidade e quantas voltas foram dadas nas pistas especialmente lançadas para estas miniaturas. A venda das miniaturas foi feita em caixas especiais vendidas em algumas lojas como as da Apple, além das versões lançadas na linha básica, com um número tão limitado quanto os dos "Super Treasure Hunts", visando promover a série. 
Em 2020, foram lançados 250 modelos, semelhante ao dos anos anteriores. Destaque para a série "Olympic Games Tokyo 2020", com 10 miniaturas de veículos, tanto licenciados como o Toyota 2000GT quanto os criados pelos designers da marca, com pinturas e decorações em referência a atividades esportivas, em comemoração aos jogos olímpicos de Tóquio em 2020, cujo evento foi adiado para 2021 devido a pandemia do coronavírus no mesmo ano. 

## Pistas e conjuntos
Além da produção das miniaturas de carros, a Hot Wheels produziu também conjuntos de pistas de corrida, que eram vendidas separadamente dos carrinhos. Embora fosse atualizada ao longo dos anos, o conceito original das pistas consistiam em uma série de seções de estradas laranjas coloridas (montadas para formar uma pista de corrida circular e oblonga), com um ou mais "super carregadores" (estações de serviço falsas através das quais os carros passavam nas pistas, com rodas giratórias alimentadas por bateria, que impulsionariam os carros ao longo das pistas). Uma característica importante dos carrinhos da Hot Wheels foi na utilização de pneus de plástico largos e duros que criavam muito menos atrito e mais suaves, projetados para rodar facilmente e em altas velocidades, o que foi uma grande inovação na época em comparação as rodas de metal estreito ou plástico usados nos carrinhos da Matchbox.
Desde então, foram criadas pistas e conjuntos de diversos tipos, desde simples autódromos, pistas de looping a até pistas temáticas com monstros, alienígenas, além das pistas com personagens de filmes, séries e animações.

## Treasure Hunts
Em 1995, foi introduzida na coleção básica da Hot Wheels a linha Treasure Hunts. Inicialmente, eram 12 modelos com a produção original de 10.000 miniaturas de cada modelo que eram vendidos em todo o mundo; esse número aumentou desde então devido à crescente demanda e a popularidade dos Treasure Hunts como item de colecionador. 
Os Treasure Hunts eram identificáveis por uma etiqueta verde na embalagem dizendo "Treasure Hunt" ou "T-Hunt" em uma barra verde na lateral, em algumas edições, com uma ilustração de um baú de tesouros, além do símbolo "TH" nas miniaturas. Desde 2013, os Treasure Hunts não têm mais a listra verde na embalagem; em vez disso, os carros são reconhecíveis com uma "chama em um logotipo de círculo" no veículo e atrás dele na cartela. 
Em 2007, a Mattel introduziu dois tipos de Treasures Hunts. O primeiro, conhecido como Treasure Hunt, era uma miniatura com tinta esmalte e rodas normais como outras miniaturas da Hot Wheels; O segundo, conhecido como Super Treasure Hunt contém rodas premium, feitas com borracha e tinta Spectraflame, bem como (a partir de 2015), um logotipo circular com a chama de fogo da Hot Wheels de cor dourada impresso na cartela, atrás do carro.

## Colecionismo
Ao longo dos anos, as miniaturas da Hot Wheels foram adquiridas principalmente por crianças. No entanto, nas últimas décadas, houve um aumento no número de adultos adquirindo as miniaturas e começando o hobby do colecionismo de produtos da marca. A maioria acredita que o hobby de colecionar miniaturas da Hot Wheels começou com os "Treasure Hunts" em 1995. Mike Strauss, foi chamado de "o pai do colecionismo da Hot Wheels", por ser responsável por organizar dois eventos de colecionadores a cada ano, desde 1986. Mike Zarnock, recebeu do Guinness Wolrd Records o título de maior colecionador de miniaturas da Hot Wheels e de outras marcas. Bruce Pascal, foi reconhecido como detentor de uma das maiores e mais valiosas coleções de miniaturas da Hot Wheels.
Há centenas e até milhares de páginas na internet dedicadas a coleção de miniaturas da Hot Wheels, cujo público está sempre buscando tudo que for relacionado a Hot Wheels, desde os lançamentos a coleções e séries clássicas. Na maioria das vezes, é um hobby relativamente barato, quando comparado com o colecionismo de outros itens como moedas, selos ou até produtos da Barbie, com as miniaturas custando entre de US $ 0,97 a US $ 1,08 dólares (USD) no varejo. Nos EUA, o preço não mudou muito em quase 40 anos, embora em outros países como o Brasil as miniaturas da Hot Wheels tiveram reajustes quase anuais. Depois que as miniaturas não estão mais disponíveis no varejo, o custo de determinados modelos pode variar significativamente, principalmente, devido a sua exclusividade e número de miniaturas feitas que são difíceis de serem encontradas á venda e caso sejam encontradas, podem ser vendidas por centenas ou até milhares de dólares. O preço mais alto pago por um carro Hot Wheels foi de cerca de US $ 150.000 em 2000 para uma versão de pré-produção de um Volkswagen Rear Loader Beach Bomb (o preço pedido foi de US $ 72.000).

## Hot Wheels no Brasil
No Brasil, a Hot Wheels fez sucesso tanto com as crianças quanto com os adultos, sendo possível encontrar suas miniaturas a venda tanto nas lojas de brinquedos como a RiHappy, em lojas de departamentos como a Lojas Americanas, dentre outros estabelecimentos no varejo e similares, com um preço acessível (apesar dos reajustes aplicados quase anualmente) tornando o país como um dos maiores e importantes mercados da Hot Wheels e da Mattel no mundo. 
Colecionadores de miniaturas da Hot Wheels realizam eventos e encontros de venda, trocas e exposições de suas coleções em diversas cidades e regiões do Brasil, além dos grupos e comunidades dedicadas ao colecionismo que somam por volta de 30 mil membros e participantes.
Em virtude disso, a Mattel realizou três eventos oficiais da marca no país, entre os anos de 2008 e 2010, sendo este último feito em Porto Alegre, na "Convenção Brasil 2010", com miniaturas exclusivas para os participantes como o Volkswagen Drag Bus e o Volkswagen Fastback, todos estilizados com as cores verde e amarelo. 
Outras ações de marketing da marca no país foi o patrocínio de uma equipe da Stock Car em 2009, a parceria com a Uber e um grande espaço de diversão da marca no Beto Carrero World, com pistas de kart, lojas e uma arena com shows de acrobacias feitos por carros de verdade. São 14 modelos do Ford Fiesta e Ford Fiesta Sedan descaracterizados e preparados para entregar 250 cv, que se revezam fazendo cavalos de pau, manobras em duas rodas e muitos saltos, como se fossem carrinhos andando nas pistas cor de laranja da Hot Wheels.
A Hot Wheels lançou alguns modelos de carros nacionais como o Volkswagem SP2 em 2010, a Volkswagen Brasília em 2011, o Chevrolet Opala em 2012 e o '74 Brazilian Dodge Charger em 2014, além do "Amazoom", veículo inspirado nos carros da Stock Car, lançado em 2008.

## Filmes e Séries
A Hot Wheels também é conhecida mundialmente pelas suas animações.
Foram produzidas no total nove séries:
- Hot Wheels (1968)
- Heroes on Hot Wheels
- Hot Wheels: Via 35 - Corrida Mundial
- Hot Wheels: AcceleRacers
  - Ignição
  - A Velocidade do Silêncio
  - Ponto de Ruptura
  - A Corrida Final
- Hot Wheels Battle Force 5
- Team Hot Wheels

## Jogos Eletrônicos
O primeiro jogo ligado a marca Hot Wheels foi feito em 1985 intitulado apenas como "Hot Wheels" e foi desenvolvido por A. Eddy Goldfarb & Associates, e publicado pela Epyx para o Commodore 64. Depois disso, diversos games para diversas plataformas foram criados inspirados na marca Hot Wheels, como Hot Wheels Stunt Track Driver, Hot Wheels Stunt Track Driver 2, Hot Wheels Turbo Racing, entre vários outros mais recentes, como o Hot Wheels: Beat That!